# Remi Van der Vaeren
Remi Joseph Van der Vaeren (Elsene, 26 februari 1882 - Leuven, 13 december 1956) was een Belgisch politicus voor het Katholiek Verbond van België. 

## Levensloop
Van der Vaeren was brouwingenieur. Na het overlijden van Auguste de Becker kwam hij in het bezit van Brasserie Breda.
Daarnaast was hij ook politiek actief. Omstreeks 1925 was hij schepen van publieke werken te Leuven. In 1927 volgde hij Ferdinand Smolders op als burgemeester van deze stad, een functie die hij uitoefende tot 1932, waarna hij werd opgevolgd door Raoul Claes. In 1939 bekwam hij opnieuw de burgemeesterssjerp. Toen de Duitse troepen tijdens de Achttiendaagse Veldtocht (Tweede Wereldoorlog) Leuven naderden, vluchtte Van der Vaeren (evenals verschillende schepenen en voorname ambtenaren, tal van professoren en nagenoeg de voltallige politiestaf) de stad uit. Hij werd nadien niet in zijn functie hersteld en zijn taken werden overgenomen door oorlogsburgemeester Richard Bruynoghe. Na de bevrijding nam Van der Vaeren het burgemeestersambt opnieuw op, een functie die hij ditmaal uitoefende tot de gemeenteraadsverkiezingen van 24 november 1946. Hij werd hij in deze hoedanigheid opgevolgd door Alfons Smets.
Bij zijn overlijden zetelde hij nog in de raden van bestuur van brouwerijen en aanverwante bedrijven. Hij was gehuwd en vader van acht kinderen, vijf dochters en drie zonen. Hij kreeg een laatste rustplaats op de begraafplaats van de Abdij van Vlierbeek. In (vermoedelijk) 1932 werd door Jan Hodru een staatsieportret vervaardigd dat zich tot 1946 in de portretgalerij van het Leuvense stadhuis bevond. Later werd het vervangen door een exemplaar dat door zijn dochter Marie-Thérèse was gemaakt. Ook werd er te Leuven een straat naar hem vernoemd, met name de Remi Vandervaerenlaan. Deze is gelegen aan de achterzijde van de sportvelden van het Koninklijk Atheneum Redingenhof Leuven.